# Crew Dragon Endurance
Crew Dragon Endurance (Dragon Capsule C210) é uma nave Crew Dragon fabricada e operada pela SpaceX. Ela é utilizada no Programa de Tripulações Comerciais. Freedom iniciou sua primeira missão no dia 11 de novembro de 2021, como parte da SpaceX Crew-3.

## História
O nome da nave foi anunciado no dia 7 de outubro de 2021. O astronauta Raja Chari disse que o nome é em homenagem às equipes da SpaceX e da NASA que a construiu e treinou os astronautas que a voarão. Estas equipes atravessaram uma pandemia. O nome também homenageia o navio Endurance utilizado na Expedição Transantártica Imperial por Ernest Shackleton. O navio afundou em 1915 após ficar presa no gelo antes de alcançar a Antártica e foi encontrada por pesquisadores no decorrer da Crew-3.